# تلمي
تلمي جماعة قروية في إقليم ورزازات التابع لجهة سوس ماسة درعة بالمغرب. بلغ مجموع عدد السكان حسب تعداد عام 2004 ما يقارب 10445 نسمة يعيشون في 1588 أسرة.

## دواوير الجماعة
- دوار أيت تفقيرت
- دوار أيت تمكونت
- دوار ايت أمحامد
- دوار ايت عبدي
- دوار أيت عملوش
- دوار ايت أعتيق
- دوار تغزوت
- دوار أيت توخسين
- دوار بودجام
- دوار أيت اعزى
- دوار احوديكن
- دوار تلمي
- دوار ايملوان
- دوار ازناغن
- دوار ايت عتو ويكو
- دوار أيت موسى ويشو
- دوار أيت علي ويكو
- دوار أيت عتوا اموسى